# Orašac, Prijepolje
Orašac (izvirno srbsko Орашац) je naselje v Srbiji, ki upravno spada pod Občino Prijepolje; slednja pa je del Zlatiborskega upravnega okraja.

## Demografija
V naselju živi 166 polnoletnih prebivalcev, pri čemer je njihova povprečna starost 41,0 let (37,0 pri moških in 44,6 pri ženskah). Naselje ima 54 gospodinjstev, pri čemer je povprečno število članov na gospodinjstvo 3,78.
Po podatkih popisa iz leta 2002 večino prebivalstva predstavljajo Bošnjaki, v času zadnjih treh popisov pa je opazno zmanjšanje števila prebivalcev.
|  |

| Demografija | Demografija     | Demografija     |
| Leto        | Št. prebivalcev | Št. prebivalcev |
| ----------- | --------------- | --------------- |
|             |                 |                 |
|             |                 |                 |
|             |                 |                 |
|             |                 |                 |
| 1948        | 619             |                 |
| 1953        | 715             |                 |
| 1961        | 799             |                 |
| 1971        | 748             |                 |
| 1981        | 597             |                 |
| 1991        | 375             | 374             |
| 2002        | 287             | 204             |
|             |                 |                 |

| Etnična sestava po popisu iz leta 2002 | Etnična sestava po popisu iz leta 2002 | Etnična sestava po popisu iz leta 2002 | Etnična sestava po popisu iz leta 2002 | Etnična sestava po popisu iz leta 2002 |
| -------------------------------------- | -------------------------------------- | -------------------------------------- | -------------------------------------- | -------------------------------------- |
| Bošnjaki                               | Bošnjaki                               |                                        | 176                                    | 86,27%                                 |
| Srbi                                   | Srbi                                   |                                        | 25                                     | 12,25%                                 |
| Muslimani                              | Muslimani                              |                                        | 3                                      | 1,47%                                  |
| Neznano                                | Neznano                                |                                        | 0                                      | 0,0%                                   |